# Oude Testament

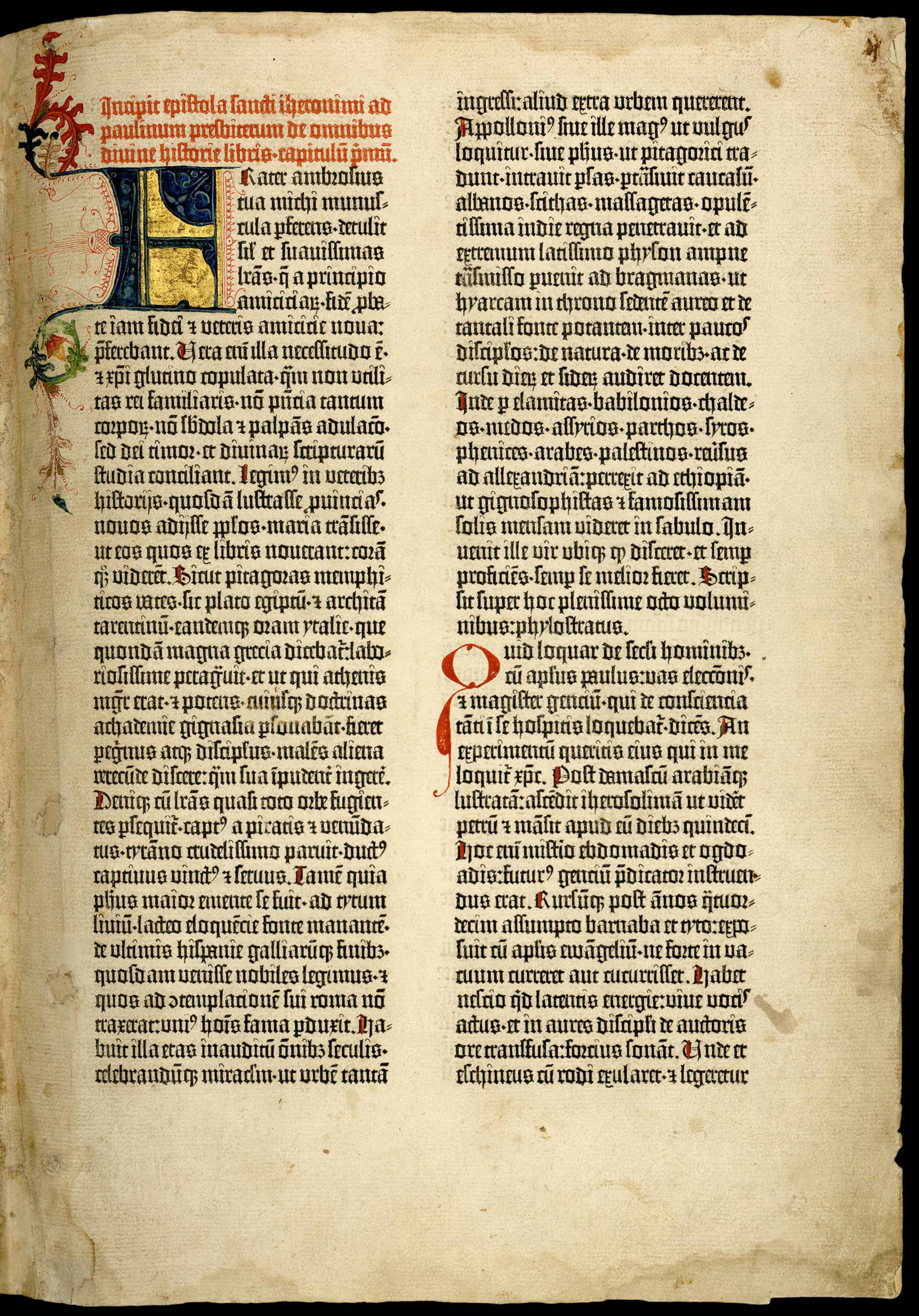
Introductie in de Gutenbergbijbel door de vertaler Hiëronymus van Stridon in het Latijn

Het Oude Testament (Latijn:Vetus Testamentum) is in het christendom het eerste deel van de christelijke Bijbel. Het tweede deel heet het Nieuwe Testament.
Het Oude Testament bevat dezelfde boeken als de Tenach, het heilige boek van het jodendom, waarbij de boeken in een iets andere volgorde staan. Deze werd grotendeels in het Hebreeuws geschreven; daarom wordt ook wel de aanduiding Hebreeuwse Bijbel gebruikt. De canon die in het katholicisme wordt gehanteerd bevat ook de deuterocanonieke boeken, die overwegend in Koinè-Grieks werden geschreven.

## Inhoud
Het Oude Testament gaat vooral over Gods omgang met de Joden als zijn uitverkoren volk, dat zich collectief Israël noemde. Na het verhaal over de schepping van de wereld door God en de opkomst van de menselijke beschaving, vertellen de eerste zes boeken niet alleen de geschiedenis, maar ook de genealogie van het volk van Israël tot de verovering van en vestiging in het Beloofde Land onder de voorwaarden van Gods verbond met Abraham, aan wie God beloofde hem de stamvader van een grote natie te maken. Dit verbond werd vervolgens hernieuwd door Abrahams zoon Isaak en kleinzoon Jakob (wiens bijnaam Israël de verzamelnaam werd van zijn nakomelingen en wiens zonen, volgens de legende, de 13 Israëlitische stammen verwekten) en eeuwen later door Mozes. De volgende zeven boeken vervolgen met de deuteronomistische geschiedenis, het verhaal van de Israëlieten in het Beloofde Land, en beschrijven de voortdurende afvalligheid van het volk en het verbreken van het verbond, de oprichting en ontwikkeling van de monarchie om dit tegen te gaan, en de waarschuwingen door de profeten zowel voor de naderende goddelijke straf en Babylonische ballingschap en van Israëls behoefte om zich te bekeren. De laatste boeken bevatten Bijbelse poëzie, wijsheidsliteratuur, theologie en wat aanvullende geschiedenis.

## Betekenis
Zonder het Oude Testament zou het Nieuwe Testament niet zijn geschreven en had er geen mens als Jezus kunnen zijn. Het christendom kon niet zijn wat het werd. Dit heeft zowel met culturele waarden, fundamentele menselijke waarden als met religieuze overtuigingen te maken.
Een van de eerste grote vraagstukken in het vroege christendom ging over de betekenis van het Oude Testament. De eerste kring leerlingen van Jezus bestond volledig uit Joden. Zij voelden zich nog volledig gebonden aan de joodse wet (Wet van Mozes) die in het Oude Testament wordt gegeven, het vroegchristelijk jodendom. Toen heidenen (niet-Joden) zich tot het christendom bekeerden, eisten joodse christenen dat de heidenen zich lieten besnijden en zich aan de reinheids- en spijswetten hielden, "omdat ze anders niet konden worden gered" (Handelingen 11:2-3). Paulus, de "apostel voor de heidense volken" (Romeinen 11:13), nam hier afstand van. Zijn opvattingen leidden tot conflicten, waar het Concilie van Jeruzalem (44-49 n.Chr.) een definitief antwoord op probeerde te geven (Handelingen 15:1-29). Uit de brieven van Paulus blijkt dat dit conflict ook na het concilie bleef spelen (zie bijvoorbeeld Galaten 2).
Na de definitieve afsplitsing van het christendom van het jodendom betoogden de apologeten vaak dat het jodendom het Oude Testament verkeerd begrepen en geïnterpreteerd had. In hun werken was het Oude Testament de ultieme autoriteit, maar werd de Joodse wet gespiritualiseerd en gezien als een voorafschaduwing van dingen die in het christendom zouden worden vervuld, in navolging van de Brief aan de Hebreeën (bijvoorbeeld in 10:1). Voorschriften in de Wet van Mozes kregen een profetische betekenis, zoals "besneden van oren" worden in de Brief van Barnabas 9:3.
Sinds de patristiek wordt het Oude Testament uitgelegd in lijn met de stelling van Augustinus van Hippo:
Novum Testamentum in Vetere latet, et in Novo Vetus patet.— Het Nieuwe Testament wordt in het Oude verborgen, het Oude wordt in het Nieuwe onthuld.
Reformator Johannes Calvijn stelde in zijn Institutie dat er in het Oude en Nieuwe Testament sprake is van hetzelfde verbond, terwijl de uitvoering ervan anders is. De verschillen tussen beide testamenten doen volgens Calvijn in geen enkel opzicht afbreuk aan de eenheid tussen de testamenten.
In de Moderne Tijd leert het christendom dat zowel het Oude als het Nieuwe Testament geïnspireerd zijn door de Heilige Geest. Het Oude Testament wordt over het algemeen gezien als de profetie die de komst van Jezus Christus als Gods aangestelde Messias voorspelt. Veel Kerken leren dat het christendom het "nieuwe verbond" is (Jeremia 31:31) dat het (oude) verbond met Israël verving.

## Naamgeving
Het Latijnse testamentum (afgeleid van testari, "getuigen") is een onnauwkeurige vertaling van de Griekse term διαθήκη, diathēkē, die in de Septuagint (de Griekse vertaling van het Oude Testament) de laatste mondelinge of schriftelijke verklaring van de wil van een stervende aangeeft in de zin van een besluit. In het Nieuwe Testament verwees deze term nooit naar de joodse geschriften als geheel. Paulus bracht διαθήκη, diathēkē in 2 Korintiërs 3:14 in verband met de openbaring van Gods wil op de berg Sinaï, waarvan de traditie (Exodus 19-24) regelmatig mondeling werd voorgelezen in de synagogedienst. Hij contrasteerde het met Gods ultieme wil tot verzoening, die tot stand kwam in de plaatsvervangende marteldood van Jezus Christus aan het kruis en zo het verbond van God met de Israëlieten vervulde en hernieuwde. Voor alle vroege christenen was de voor de hand liggende voorwaarde voor de vergelijking van het oude en het nieuwe verbond het identificeren van JHWH, de God van Israël, met de vader van Jezus Christus, en de onbreekbare geldigheid van zijn belofte van zegen aan Abraham om de "vader van vele naties" te worden (Genesis 12:2-3), die Jezus Christus begon te vervullen (Hebreeën 6:13-10:18).
Rond 170 beschreef Melito van Sardes voor het eerst alle schriftelijke bewijzen van Gods verlossende wil vóór de verschijning van Jezus Christus als het "Oude Testament" (in het Grieks) om ze te onderscheiden van de apostolische geschriften. De vertaling van diathēkē met het Latijnse woord testamentum is voor het eerst vastgelegd rond 200 door Tertullianus.
De eigenschap "oud" werd in de substitutietheologie van het christelijke anti-judaïsme geïnterpreteerd in de zin van "verouderd", "vervangen", "ingetrokken" en "niet langer geldig". Dit ging gepaard met de devaluatie van het jodendom, wat in het gekerstende Europa vaak leidde tot onderdrukking en vervolging.
Om deze traditionele devaluatie te vermijden, noemen christenen, theologen en kerken het Oude Testament steeds vaker de Hebreeuwse Bijbel of het Eerste Testament. Daarmee distantiëren ze zich van het christelijk anti-judaïsme en benadrukken ze de gemeenschappelijke basis van beide religies. Eeuwenlang domineerde anti-judaïsme de interpretatie van het Nieuwe Testament. Sinds 1945 is hier steeds meer theologische kritiek op gekomen.

## Ontstaan
De boeken van het Oude Testament zijn het resultaat van een redactieproces dat vele eeuwen heeft geduurd. De boeken kregen hun definitieve vorm in de periode van de 8e eeuw v.Chr. tot de 2e eeuw n.Chr. Hierdoor vertonen deze boeken invloeden van andere culturen die in een bepaalde periode dominant waren. Dit geldt vooral voor die van het Babylonische rijk en Perzische rijk. De reconstructie van dit redactieproces voor de eerste vijf boeken van het Oude Testament (ook wel Thora of Pentateuch genoemd) heet de documentaire hypothese.

## Canon
In de vroege Kerk was het Oude Testament de ultieme autoriteit. In het midden van de 2e eeuw ontwikkelde zich de gnostiek. Zo had Marcion van Sinope (±85 - ±160) een dualistische opvatting. Hij stelde dat de God van het Oude Testament (de demiurg) een andere god was dan de Vader van Jezus. Hij verwierp het Oude Testament in zijn geheel.
In reactie hierop wees de opkomende Kerk vanaf op zijn laatst 150 deze gnostische opvattingen af en volgde de mening van de vroege joodse christenen, volgens wie het geloof in Jezus Christus Gods verbond met Israël bevestigde, niet verving. Dit maakte het theologisch onmogelijk om het leven, de leer, de dood en de opstanding van Jezus Christus te scheiden van de verkiezing van Israël. Bij de Synode van Rome (382) bepaalde de Kerk officieel dat de christelijke Bijbel uit zowel het Oude Testament als uit de 27 geschriften van het Nieuwe Testament bestond. Dit werd bekrachtigd bij het latere Concilie van Hippo (393) en het Concilie van Carthago (419).
In de periode rond de Synode van Rome gaf paus Damasus I (die de synode voorzat) Hiëronymus de opdracht een Latijnse vertaling te maken van deze vastgestelde canon. In 405 verscheen deze vertaling: de Vulgaat. Deze verving de verschillende vertalingen van delen van de Septuagint in het Latijn, die al vroeg bestonden en worden aangeduid als Vetus Latina. Vrij snel nadat de Vulgaat verscheen, kreeg deze groot gezag in het katholicisme.
De Vulgaat bevatte ook de zogeheten deuterocanonieke boeken. Maarten Luther volgde toenmalige joodse en enkele oude precedenten en sloot deze boeken uit van de canon, waardoor deze uit 39 boeken bestond en gelijk was aan de Tenach. Hij werd hierin gevolgd door andere Bijbelvertalers in de Reformatie. Bij de vierde sessie van het Concilie van Trente (1546) reageerde de Katholieke Kerk hierop door te bevestigen dat de deuterocanonieke boeken integraal onderdeel uitmaken van de canon van het Oude Testament en deze daarom uit 46 boeken bestaat. Zo ontstond een verschil in de samenstelling van de katholieke en de protestantse canon.

### Indeling
De meeste Bijbelvertalingen in het Nederlands volgen de indeling van het Oude Testament zoals in de Septuagint:
- Pentateuch: Genesis, Exodus, Leviticus, Numeri, Deuteronomium
- Historische boeken: Jozua, Rechters, Ruth, 1 en 2 Samuel, 1 en 2 Koningen, 1 en 2 Kronieken, Ezra, Nehemia, Ester
- Poëtische boeken: Job, Psalmen, Spreuken, Prediker, Hooglied
- Profetenboeken:
  - Grote profeten: Jesaja, Jeremia, Ezechiël, Klaagliederen, Daniël, Baruch (alleen in de katholieke canon)
  - Kleine profeten: Hosea, Joël, Amos, Obadja, Jona, Micha, Nahum, Habakuk, Sefanja, Haggai, Zacharia, Maleachi
- Deuterocanonieke boeken: Tobit, Judit, Toevoegingen op Ester, 1 Makkabeeën, 2 Makkabeeën, De wijsheid van Salomo, Wijsheid van Jezus Sirach, Baruch, Brief van Jeremia, Toevoegingen aan Daniël

## Islam
Door moslims wordt alleen de Koran als het zuivere woord van God gezien. De islam erkent de Thora (Tawrat) als een heilig boek, dat in de loop der eeuwen door mensen veranderd zou zijn, waardoor niet meer duidelijk is wat oorspronkelijk Gods woord was. De Koran spreekt met respect over de Thora en de Psalmen (Zaboer). In de Koran zijn veel verhalen terug te vinden over personen die ook voorkomen in het Oude Testament, denk aan figuren als Abraham, Jozef en David. Christenen en joden worden in de Koran de 'mensen van het Boek' en de bewaarders van de Schrift genoemd (Soera 5:44).